# Szyszkowiec (województwo pomorskie)
Szyszkowiec – wieś w Polsce w województwie pomorskim, w powiecie chojnickim, w gminie Czersk. 
Miejscowość wchodzi w skład sołectwa Łąg.
W latach 1975–1998 miejscowość administracyjnie należała do województwa bydgoskiego.